# Barèges
Barèges je jihofrancouzská obec ležící v Pyrenejích v departementu Hautes-Pyrénées. Nachází se ve výšce asi 1250 m nad mořem a je významným rekreačním centrem jednak pro své teplé minerální prameny a jednak pro možnost lyžování.

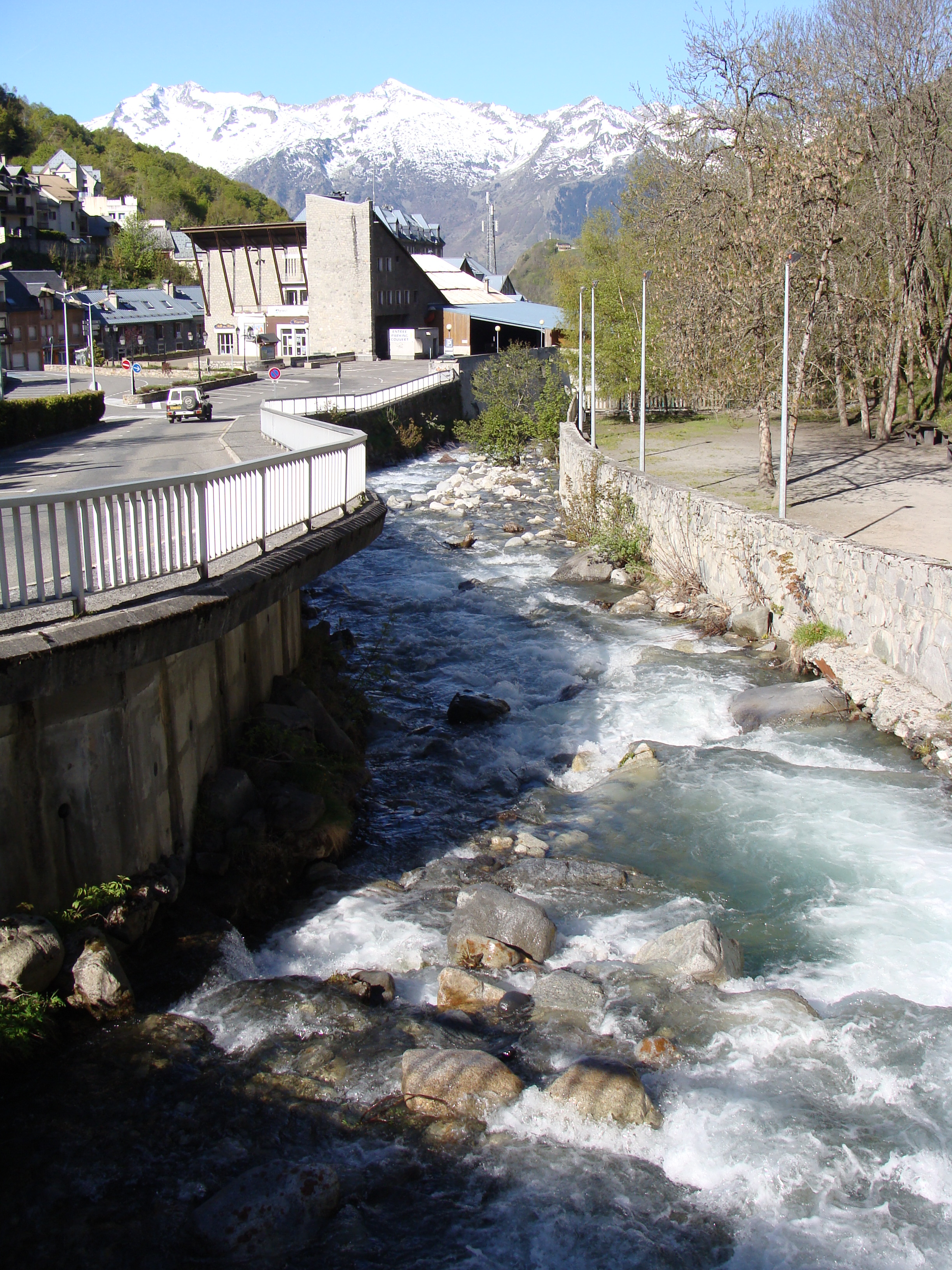
Baréges

## Vývoj počtu obyvatel
Počet obyvatel